# Lagusia micracanthus
Lagusia micracanthus är en fiskart som först beskrevs av Bleeker, 1860.  Lagusia micracanthus ingår i släktet Lagusia och familjen Terapontidae. Inga underarter finns listade i Catalogue of Life.